# العلاقات الأرجنتينية الجنوب إفريقية
العلاقات الأرجنتينية الجنوب أفريقية هي العلاقات الثنائية التي تجمع بين الأرجنتين وجنوب أفريقيا.

## مقارنة بين البلدين
هذه مقارنة عامة ومرجعية للدولتين:
| وجه المقارنة                                              | الأرجنتين                                               | جنوب أفريقيا |
| --------------------------------------------------------- | ------------------------------------------------------- | --- |
| المساحة (كم2)                                             | 2.78 مليون                                              | 1.22 مليون |
| عدد السكان (نسمة)                                         | 44.27 مليون                                             | 57.73 مليون |
| الكثافة السكانية (ن./كم²)                                 | 15.92                                                   | 47.32 |
| العاصمة                                                   | بوينس آيرس                                              | بريتوريا، بلومفونتين، كيب تاون |
| اللغة الرسمية                                             | اللغة الإسبانية                                         | لغة إنجليزية، اللغة الأفريقانية، اللغة النديبلي الجنوبية، اللغة السوثو الشمالية، اللغة السوتية، لغة سوازي، اللغة التسونجا، اللغة التسوانية، اللغة الفيندية، اللغة الكوسية، اللغة الزولوية |
| العملة                                                    | البيزو الأرجنتيني 1983 ‏، بيزو أرجنتيني، أسترال أرجنتيني | راند جنوب أفريقي |
| الناتج المحلي الإجمالي (بليون دولار)                      | 637.59 مليار                                            | 349.42 مليار |
| الناتج المحلي الإجمالي (تعادل القوة الشرائية) بليون دولار | 883.02 مليار                                            | 725.91 مليار |
| الناتج المحلي الإجمالي الاسمي للفرد دولار أمريكي          | 13.43 ألف                                               | 5.72 ألف |
| الناتج المحلي الإجمالي للفرد دولار أمريكي                 |                                                         | 13.05 ألف |
| مؤشر التنمية البشرية                                      | 0.827                                                   | 0.666 |
| رمز المكالمات الدولي                                      | +54                                                     | +27 |
| رمز الإنترنت                                              | .ar                                                     | .za |
| المنطقة الزمنية                                           | 00                                                      | ت ع م+02:00، أفريقيا/جوهانسبرغ ‏ |

## مدن متوأمة
في ما يلي قائمة باتفاقيات التوأمة بين مدن أرجنتينية وجنوب أفريقية:
- ترتبط بوينس آيرس مع كيب تاون باتفاقية توأمة منذ 19 مايو 1994.

## منظمات دولية مشتركة
يشترك البلدان في عضوية مجموعة من المنظمات الدولية، منها:
| علم المنظمة | اسم المنظمة                        | تاريخ انضمام الأرجنتين | تاريخ انضمام جنوب أفريقيا |
| ----------- | ---------------------------------- | ---------------------- | ------------------------- |
|             | البنك الإفريقي للتنمية             | ?                      | ?                         |
|             | المنظمة الهيدروغرافية الدولية      | ?                      | ?                         |
|             | مجموعة العشرين                     | ?                      | ?                         |
|             | منظمة الشرطة الجنائية الدولية      | ?                      | ?                         |
|             | الاتحاد البريدي العالمي            | ?                      | ?                         |
|             | منظمة التجارة العالمية             | ?                      | 1995                      |
|             | الفريق المعني برصد الأرض           | ?                      | ?                         |
|             | مجموعة الموردين النوويين           | ?                      | ?                         |
|             | مؤسسة التنمية الدولية              | 3 أغسطس 1962           | 12 أكتوبر 1960            |
|             | مؤسسة التمويل الدولية              | 13 أكتوبر 1959         | 3 أبريل 1957              |
|             | منظمة حظر الأسلحة الكيميائية       | ?                      | ?                         |
|             | الأمم المتحدة                      | 24 أكتوبر 1945         | 7 نوفمبر 1945             |
|             | الاتحاد الدولي للاتصالات           | 1889                   | 1910                      |
|             | البنك الدولي للإنشاء والتعمير      | 20 سبتمبر 1956         | 27 ديسمبر 1945            |
|             | وكالة ضمان الاستثمار متعدد الأطراف | 11 فبراير 1992         | 10 مارس 1994              |
|             | نظام تحكم تكنولوجيا القذائف        | 1993                   | 1995                      |
|             | يونسكو                             | 15 سبتمبر 1948         | 4 نوفمبر 1946             |

## وصلات خارجية
- موقع وزارة الخارجية الأرجنتينية
- موقع وزارة الخارجية الجنوب أفريقية